# کیموچی تانی
کیموچی تانی (انگلیسی: Kimuchi Tani; ۲۸ سپتامبر ۱۹۴۸ – ۴ ژانویهٔ ۲۰۰۸) کشتی‌گیر اهل ژاپن بود.